# مجلس الحكم العراقي
مجلس الحكم في العراق هو ثاني هيئة إدارية تشكلت في العراق حسب التسلسل الزمني عقب الحرب الأمريكية البريطانية على العراق في آذار/مارس 2003 م، والتي انتهت باحتلال بغداد في 9 نيسان/أبريل 2003 م، حيث كانت سلطة الائتلاف الموحدة برئاسة بول بريمر أول الهيئات التي تولت شؤون العراق بعد الاحتلال. وتشكل مجلس الحكم في 12 تموز/يوليو 2003 م، بقرار من سلطة الائتلاف الموحدة ومنح صلاحيات جزئية في إدارة شؤون العراق، وكانت سلطة الائتلاف الموحدة تمتلك الصلاحيات الكاملة حسب قوانين الحرب والاحتلال العسكري المتفق عليها في الأمم المتحدة.
وامتدت فترة الصلاحيات المحدودة لمجلس الحكم الانتقالي من 12 تموز/يوليو 2003 م ولغاية 1 حزيران/يونيو 2004 م، حيث تم حل المجلس ليحل بدلا منه الحكومة العراقية المؤقتة. وكان مجلس الحكم يتألف من ممثلين عن أحزاب وتكتلات عراقية مختلفة التي كانت في السابق معارضة للرئيس العراقي السابق صدام حسين.
واعترفت الجامعة العربية بمجلس الحكم العراقي كممثل شرعي للعراق في الأول من حزيران/يونيو عام 2004 م، حيث وافقت الجامعة العربية على أن يجلس ممثل مجلس الحكم في المقعد المخصص للعراق في الجامعة العربية. وكانت رئاسة مجلس الحكم تتم بصورة متناوبة حيث تناوب رؤساء الكتل المشاركة بالمجلس برئاستها لمدة شهر واحد. وبالرغم من اعتراف الجامعة العربية والولايات المتحدة الأمريكية وعدد من الدول بمجلس الحكم العراقي كممثل شرعي للعراق إلا أن السلطة الحقيقية كانت بيد قوات الاحتلال الأمريكية وممثلها في العراق بول بريمر.
ومن القرارات المثيرة للجدل والذي اتخذها مجلس الحكم هو إلغاء قانون الأحوال المدنية الذي كان يطبق إبان حكم الرئيس العراقي السابق صدام حسين واستبدل هذا القانون بقانون آخر يتوافق مع قوانين الشريعة الإسلامية، وهذا القرار نتج عنه اعتراضات من قبل صفوف العلمانيين والنساء في العراق. ومن القرارات الأخرى المثيرة للجدل والذي اتخذها مجلس الحكم العراقي هو اتخاذ يوم سقوط بغداد بيد قوات التحالف في 9 نيسان/أبريل 2003 م، كعيد وطني في العراق، أضف إلى ذلك القرار بتبديل العلم العراقي.
تلك القرارات لاقت استهجانا من قبل قطاعات واسعة من الشعب العراقي.

## تشكيل المجلس

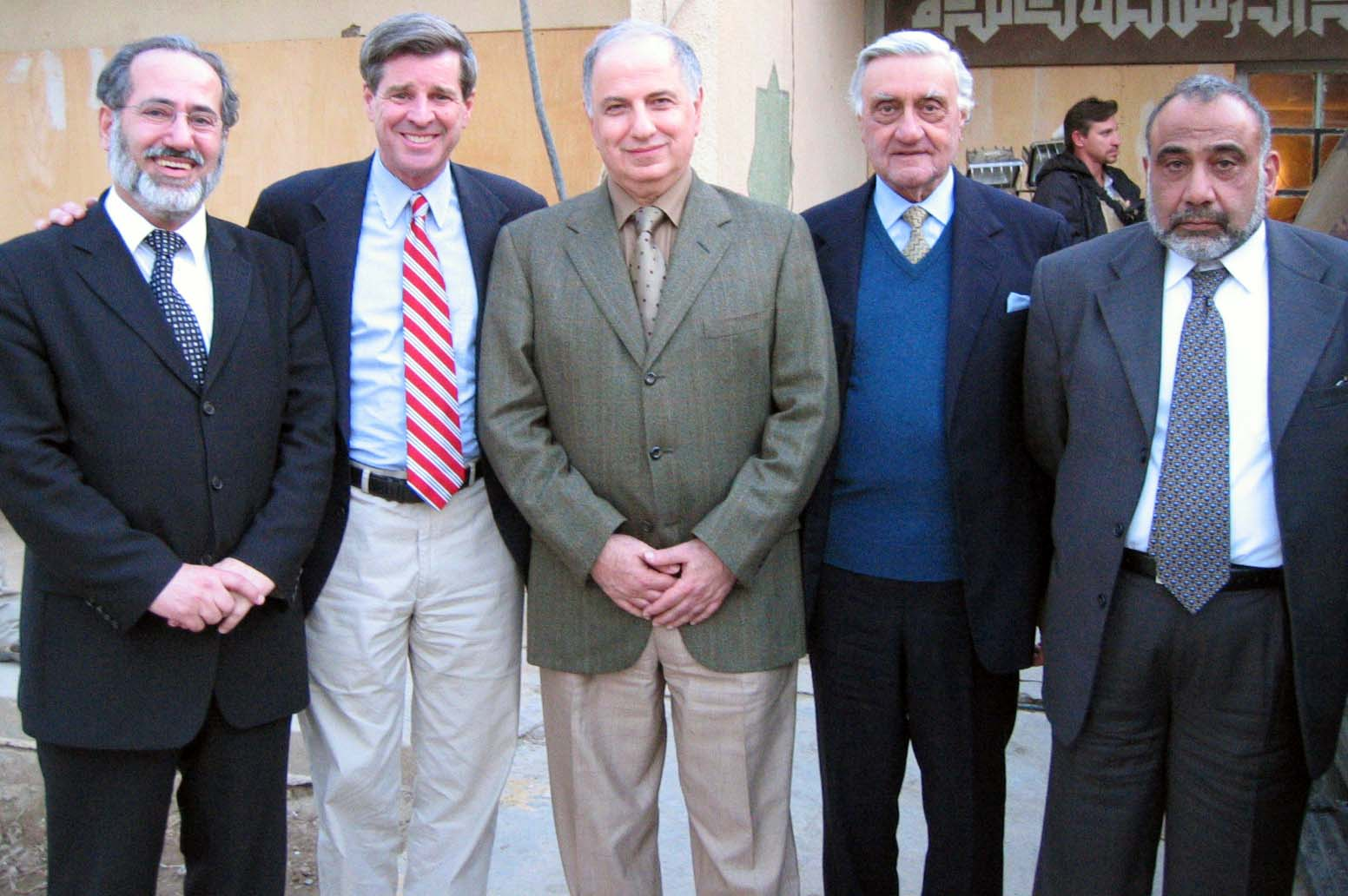
بول بريمر مع عدة أعضاء من مجلس الحكم العراقيّ

كان المجلس يضم 25 عضوًا وينتخب رئيساً لهم من بين الخمسة وعشرين عضوا لمدة شهر حسب الترتيب الأبجدي وقد عقد أول اجتماع للمجلس بعد تشكيله في 13 يوليو 2003 م. وتألف مجلس الحكم العراقي من الأسماء التالية:
| التسلسل | الاسم                      | الصورة | الولادة - الوفاة                          | العضو المناوب              | الملاحظات |
| ------- | -------------------------- | ------ | ----------------------------------------- | -------------------------- | --- |
| 1       | د.إبراهيم الجعفري          |        | 25 آذار 1947 -                            | نوري المالكي وعدنان الأسدي | شيعي، طبيب وباحث إسلامي. والمتحدث باسم حزب الدعوة الإسلامية، والذي كان محظورا في العراق قبل سقوط النظام السابق. |
| 2       | د.أحمد شياع البراك         |        | ؟                                         | حيدر شياع غبيشي البراك     | شيعي، محامي ورئيس رابطة حقوق الإنسان في بابل، وأحد شيوخ عشيرة آل بو سلطان. |
| 3       | د.أحمد الجلبي              |        | 30 تشرين الأول 1944 - 3 تشرين الثاني 2015 | ؟                          | شيعي، مدير بنك. زعيم حزب المؤتمر الوطني العراقي الذي تأسس عام 1992 م وقد أمضى 45 عاما خارج العراق، وقد ساند المؤتمر الوطني العراقي فكرة دخول القوات الأمريكية للعراق.                                                                                                 |
| 4       | د.إياد علاوي               |        | 31 أيار 1944 -                            | هاني إدريس                 | شيعي، طبيب. زعيم حركة الوفاق الوطني العراقي التي تشكلت عام 1990 م، وقد ساندت الجماعة فكرة تغذية الولايات المتحدة لجذوة انقلاب على النظام العراقي من داخل الجيش، إلا أن أنشطة المؤتمر الوطني العراقي همشت نشاط هذه الجماعة.                                            |
| 5       | جلال طالباني               |        | 12 تشرين الثاني 1933 - 3 تشرين الأول 2017 | عادل مراد                  | كردي. زعيم الاتحاد الوطني الكردستاني الذي يسيطر على جزء من كردستان العراق ويتخذ من مدينة السليمانية مركزا له. |
| 6       | حميد مجيد موسى             |        | 7 يناير 1941 -                            | جاسم الحلفي                | يساري - علماني، سكرتير الحزب الشيوعي العراقي منذ عام 1993، له خبرة في مجال الاقتصاد، عاش سنوات عديدة في شمال العراق أيام الحكم السابق حين كان نشاط الحزب محظورا. |
| 7       | دارا نور الدين             |        | 1953 -                                    | ؟                          | كردي. قاض عضو بمحكمة الإستئناف ومعارض سابق، حكم عليه بالسجن لمدة ثلاث سنوات في عهد الرئيس السابق صدام حسين بسبب حكمه بعدم دستورية أحد مراسيمه الخاصة بمصادرة الأراضي.                                                                                                 |
| 8       | عبد الكريم المحمداوي       |        | 1958 -                                    | جواد البولاني              | المعروف باسم أمير الأهوار، شيعي، ورئيس حزب الله العراقي (العمارة)، وقضى أغلب سنوات عمره في قيادة حركة المقاومة ضد صدام وسجن ست سنوات تحت حكمه. |
| 9       | د.عدنان الباجه جي          |        | 14 مايو 1923 - 17 نوفمبر 2019             | عطا عبد الوهاب             | سني، وزعيم تجمع الديمقراطيين المستقلين، وزير خارجية ما بين عامي 1965 و1967 قبل وصول حزب البعث إلى السلطة. |
| 10      | د.عقيلة الهاشمي            |        | 1953 - 25 أيلول 2003                      | ؟                          | اغتيلت في أيلول 2003م. |
| 10      | د.سلامة الخفاجي            |        | ؟ -                                       | الشيخ فاتح آل كاشف الغطاء  | شيعية، وطبيبة أسنان، انتخبت بتاريخ 09 كانون الأول 2003 محل الدكتورة عقيلة الهاشمي التي اغتيلت في أيلول 2003م. |
| 11      | غازي مشعل عجيل الياور      |        | 11 آذار 1958 -                            | ؟                          | سني، وتربطه علاقة قرابة بشيخ قبيلة شمَّر المؤلفة من شيعة وسنة، وهو مهندس مدني قضى 15 عاما في السعودية. |
| 12      | د.محسن عبد الحميد          |        | 1937 -                                    | ؟                          | سني من أصل كردي مواليد كركوك، وزعيم الحزب الإسلامي العراقي، وأكاديمي في جامعة بغداد، وكاتب له مؤلفات عدة في شروح القرآن الكريم. |
| 13      | محمد بحر العلوم            |        | 17 كانون الأول 1927 - 7 نيسان 2015        | سامي العسكري وعلاء الجوادي | عالم دين (شيعي) بارز ورئيس مؤسسة أهل البيت الخيرية في لندن، وانتخب ضمن القيادة الثلاثية المعارضة بعد حرب الخليج الثانية، وقد غادر العراق في أعقاب قتل العديد من أفراد عائلته في عهد صدام.                                                                             |
| 14      | د.محمود عثمان              |        | 1938 -                                    | ؟                          | سياسي كردي مستقل، طبيب، وشغل مناصب عدة في الحزب الديمقراطي الكردستاني في الستينيات قبل أنتقاله إلى لندن التي أسس فيها الحزب الإشتراكي الكردستاني. |
| 15      | مسعود بارزاني              |        | 16 أغسطس 1946 -                           | روز نوري شاويس             | كردي، شغل منصب رئيس إقليم كردستان وزعيم الحزب الديمقراطي الكردستاني، قاد الحزب خلال صراعات امتدت عقودا مع الحكومة المركزية ومع الفصائل المنافسة لحزبه، ويقود الآلاف من المقاتلين المعروفين باسم البيشمركة، يسيطر حزبه على جزء من كردستان العراق ويتخذ من أربيل مركزا. |
| 16      | د.موفق الربيعي             |        | 1947 -                                    | محمد عبد الجبار الشبوط     | شيعي، طبيب تلقى تعليمه في بريطانيا وعاش لفترة طويلة في لندن، ألف كتابا عن الشيعة العراقيين، ناشط في مجال حقوق الإنسان. |
| 17      | نصير الجادرجي              |        | 12 آب 1933 -                              | ؟                          | سني، زعيم الحزب الوطني الديمقراطي العراقي، حقوقي ورجل أعمال، عاش في العراق خلال سنوات حكم صدام. |
| 18      | وائل عبد اللطيف            |        | 1950 -                                    | شروان الوائلي              | شيعي، قاض منذ بداية الثمانينات وشغل منصب نائب رئيس محكمة البصرة ومحافظ المدينة، سجن لمدة عام تحت حكم صدام. |
| 19      | يونادم كنا                 |        | 1951 -                                    | ؟                          | مسيحي، زعيم الحركة الديمقراطية الآشورية، وزير أسبق ومعارض، مهندس خدم كمسؤول عن المواصلات في أول برلمان إقليمي كردي ثم كوزير للتجارة في أول حكومة كردية إقليمية تشكلت في أربيل.                                                                                        |
| 20      | د.رجاء حبيب الخزاعي        |        | 1947 -                                    | ؟                          | شيعية، مديرة مستشفى للولادة في جنوب العراق، درست وعاشت في المملكة المتحدة خلال الستينيات والسبعينيات قبل أن تعود إلى العراق عام 1977. |
| 21      | سمير شاكر محمود الصميدعي   |        | 1944 -                                    | ؟                          | سني، رجل أعمال ومعارض وهو من محافظة الأنبار غربي العراق. |
| 22      | صلاح الدين محمد بهاء الدين |        | 1950 -                                    | ؟                          | كردي، زعيم حزب الإتحاد الإسلامي الكردستاني الذي أسسه عام 1994، من حلبجة بمحافظة السليمانية، ويعد حزبه الرابع في ترتيب القوى المسيطرة على الشمال العراقي من حيث الجماهير والشعبية، بعد البارتي وِ الاتحاد وحركة التغيير.                                                |
| 23      | صون كول جابوك              |        | 1961 -                                    | ؟                          | تركمانية، ناشطة نسائية من محافظة التأميم والتي مركزها كركوك. |
| 24      | عز الدين سليم              |        | 1943 - 17 أيار 2004                       | طالب قاسم الحجامي          | شيعي، زعيم حزب الدعوة الإسلامية في البصرة وهو كاتب سياسي وسبق أن رأس تحرير عدد من الصحف والمجلات. واسمه الحقيقي عبد الزهرة عثمان، واغتيل في 17 آيار 2004. |
| 25      | عبد العزيز الحكيم          |        | 1950 - 26 آب 2009                         | عادل عبد المهدي            | شيعي، زعيم المجلس الأعلى للثورة الإسلامية في العراق بعد أن خلف شقيقه آية الله محمد باقر الحكيم بعد اغتياله، وقد عاد عبد العزيز إلى العراق بعد 20 عاما في المنفى، وتوفي إثر مرض عضال في مستشفيات إيران 2010 وشغل ابنه عمار مكانه ومنصبه في الحزب.                      |

ومن الأعضاء المنتاوبين الآخرين:
- باقر جبر الزبيدي
- إبراهيم محمد بحر العلوم
- علي علاوي
- برهم صالح
- فؤاد حسين
- فالح الفياض
- عامر عبد رسن جعفر الموسوي

كما شغل حميد الكفائي منصب المتحدث الرسمي باسم المجلس.

## رئاسة المجلس
تعاقب على رئاسة المجلس كل من:
- محمد بحر العلوم (بالإنابة للمرة الأولى) 13 يوليو 2003 - 31 يوليو 2003.
- إبراهيم الجعفري 1 أغسطس 2003 - 31 أغسطس 2003
- أحمد الجلبي 1 سبتمبر 2003 - 30 سبتمبر 2003
- إياد علاوي 1 أكتوبر 2003 - 31 أكتوبر 2003.
- جلال طالباني 1 نوفمبر 2003 - 30 نوفمبر 2003.
- عبد العزيز الحكيم 1 ديسمبر 2003 - 31 ديسمبر 2003.
- عدنان الباجة جي 1 يناير 2004 - 31 يناير 2004.
- محسن عبد الحميد 1 فبراير 2004 - 29 فبراير 2004.
- محمد بحر العلوم (للمرة التانية) 1 مارس 2004 - 31 مارس 2004.
- مسعود بارزاني 1 أبريل 2004 - 30 أبريل 2004.
- عز الدين سليم 1 مايو 2004 - 17 مايو 2004 (اغتيل في 17 مايو 2004).
- غازي مشعل عجيل الياور 17 مايو 2004 - 1 يوليو 2004.

## حل المجلس
وقد تم حل مجلس الحكم الانتقالى في 1 يوليو 2004 عقب إعلان الحكومة العراقية المؤقتة برئاسة إياد علاوي، واختير غازي مشعل عجيل الياور رئيسا للجمهورية.

## الوزارة
في 1 سبتمبر، 2003، سمي المجلس أول وزاره له، وهي كالأتي:
- وزير الاتصالات - حيدر العبادي
- وزير الأشغال العامة - نسرين برواري
- وزير الأعمار والأسكان - باقر جبر الزبيدي
- وزير البيئة - عبد الرحمن صديق كريم
- وزير التجارة - علي علاوي
- وزير التخطيط - مهدي الحافظ
- وزير التربية - علاء عبد الصاحب العلوان
- وزير التعليم العالي - زياد الأسود
- وزير الثقافة - مفيد الجزائري
- وزير حقوق الإنسان - عبد الباسط تركي (استقال في أبريل 2004)
- وزير الخارجية - هوشيار زيباري
- وزير الداخلية - نوري البدران (استقال في أبريل 2004، وحل محله سمير الصميدعي)
- وزير الزراعة - عبد الأمير رحيمة العبود
- وزير الشباب والرياضة - علي فائق الغبان
- وزير الصحة - خضير فاضل عباس
- وزير الصناعة والمعادن - محمد توفيق رحيم
- وزير العدل - هاشم عبد الرحمن الشبلي
- وزير العلوم والتكنولوجيا - رشاد مندان عمر
- وزير العمل والشؤون الاجتماعية - سامي عزارة آل معجون
- وزير الكهرباء - أيهم السامرائي
- وزير المالية - كامل مبدر الكيلاني
- وزير الهجرة والمهجرين - محمد جاسم خضير
- وزير الموارد المائية - لطيف رشيد
- وزير النفط - ثامر الغضبان
- وزير النقل - بهنام زيا بولص

ألغيت وزارتي الدفاع والإعلام التي كانت موجودة خلال فترة حكم صدام.